# La familia Cebolleta
La familia Cebolleta es una historieta creada por el dibujante Vázquez. Se estrenó en 1951 en las páginas de la revista El DDT. Fue una de las cuatro series más famosas de su autor, junto  a Las hermanas Gilda (1949), Anacleto, agente secreto (1965), y Los cuentos del Tío Vázquez (1968). Llegó a aparecer en numerosas revistas de la editorial Bruguera. La mayoría de las historietas son de una página.

## Argumento
Centrada en una unidad familiar, como posteriores series de Vázquez a las que siempre superó en fama (La Familia Gambérrez y La Familia Churumbel), se compone de los siguientes miembros:
- Don Rosendo, el padre de familia, calvo, con bigote y pajarita, siempre metido en líos;
- Doña Laura, la madre y ama de casa;
- Diógenes, su hijo, un niño travieso que era calvo en las primeras historietas pero luego se vuelve rubio;
- Pocholita (o Lolita), su hija, una joven atractiva que aparece en muy pocas historietas;
- Jeremías, un loro bastante deslenguado que siempre está fumando un puro, y
- El abuelo Cebolleta, que con su enorme barba blanca y su interminable verborrea ("en cierta ocasión, iba yo al frente de mis cipayos, cuando, bla, bla, bla...."), se convertiría en uno de los más recordados de los personajes de Bruguera. Obsesionado con contar batallitas, ha pasado al imaginario colectivo y a la lengua común a través de la frase hecha: "Cuentas más batallitas que el abuelo Cebolleta".[1]

## Valoración
Para el crítico Enrique Martínez Peñaranda, la Familia Cebolleta está emparentada con los sainetes que Antonio González Calderón y Eduardo Vázquez realizaron para Radio Madrid durante los años cincuenta. Mantuvo una gran calidad hasta comienzos de 1954, en que se sumió en una larga decadencia hasta el cierre del primer "DDT" en 1964.

## Adaptaciones a otros medios
En la película El gran Vázquez los personajes del loro Jeremías y el abuelo Cebolleta aparecen en una escena, el trabajo fue realizado por Phillip Vallentin para la empresa Espresso Animation.